# Nessun dorma
Nessun dorma és una ària del darrer acte de Turandot, una òpera de Giacomo Puccini. El títol d'aquesta ària significa Que ningú no dormi i fa referència a una proclamació que fa la princesa Turandot sobre la població de Pequín.
L'ària es popularitzà massivament quan una interpretació de Luciano Pavarotti va ser emprada per la BBC anglesa com a tema de la copa del món de futbol celebrada a Itàlia l'any 1990.
Es va convertir en una de les representacions més populars dels Tres Tenors.

## Context
En l'acte anterior a aquesta ària, el príncep Calaf s'havia enfrontat d'incògnit als tres enigmes plantejats a una série de candidats que aspiraven a casar-se amb la princesa Turandot. Els havia superat i, en conseqüència, Turandot s'hi ha de casar. Ella no està disposada a complir la seva obligació així que Calaf li ofereix un repte: que ella esbrini el nom d'ell abans de l'alba. Aquesta oferta la fa agenollat davant d'ella i aquí apareix per primer cop el "Nessun dorma". Segons li diu: "No saps el meu nom!". Si Turandot s'assabenta del nom de Calaf, pot condemnar-lo a mort, altrament s'haurà de casar amb ell. És aquí quan la princesa, freda i autoritària, decreta que cap dels seus súbdits podrà dormir aquella nit, fins que hom descobreixi el nom del príncep. Si fracassen, tots seran assassinats.
Quan s'obre l'acte final, és de nit i Calaf, sol als jardins del palau il·luminats per la lluna, sent a la llunyania els heralds de Turandot proclamant les seves ordres i comença a cantar l'ària.

## Lletra
| Versos (del llibret original) Il principe ignoto Nessun dorma!... Tu pure, o Principessa, Nella tua fredda stanza Guardi le stelle Che tremano d'amore e di speranza. Ma il mio mistero è chiuso in me, Il nome mio nessun saprà! Solo quando la luce splenderà, Sulla tua bocca lo dirò fremente!... Ed il mio bacio scioglierà il silenzio Che ti fa mia!... Voci di donne Il nome suo nessun saprà... E noi dovremo, ahimè, morir!... Il principe ignoto Dilegua, o notte!... Tramontate, stelle!... All'alba vincerò!... | Text de l'enregistrament Il principe ignoto Nessun dorma! Nessun dorma! Tu pure, o Principessa, nella tua fredda stanza guardi le stelle che tremano d'amore e di speranza... Ma il mio mistero è chiuso in me, il nome mio nessun saprà! No, no, sulla tua bocca lo dirò, quando la luce splenderà! Ed il mio bacio scioglierà il silenzio che ti fa mia...! Voci di donne Il nome suo nessun saprà... E noi dovrem, ahimè, morir, morir! Il principe ignoto Dilegua, o notte! Tramontate, stelle! Tramontate, stelle! All'alba vincerò! Vincerò! Vincerò! | Proposta de traducció El príncep desconegut Que ningú no dormi! Que ningú no dormi! Tu també, oh Princesa. A la teva freda estança mires els estels que tremolen d'amor i d'esperança... Però el meu misteri és clos dins meu, el meu nom ningú no el sabrà! No, no, sobre la teva boca el diré, quan la llum resplendirà! I el meu petó desfarà el silenci que et fa meva...! Veus femenines El seu nom ningú no el sabrà... I nosaltres haurem, ai las, de morir, morir! El príncep desconegut Esvaeix-te, oh nit! Tramunteu, estels! Tramunteu, estels! A l'alba venceré! Venceré! Venceré! |